# فرودگاه داندی
فرودگاه داندی (به انگلیسی: Dundee Airport) (به زبان بومی: Port-adhair Dhùn Dèagh) یک فرودگاه همگانی حمل و نقلCommercial Flights با کد یاتا DND است که یک باند فرود آسفالت دارد و طول باند آن ۱۴۰۰ متر است. این فرودگاه در شهر داندی کشور اسکاتلند قرار دارد و در ارتفاع ۵ متری از سطح دریا واقع شده است.